# 雲仙市立多比良小学校
雲仙市立多比良小学校（うんぜんしりつ たいらしょうがっこう）は、長崎県雲仙市国見町多比良丙にある公立小学校。

## 概要
歴史
1873年（明治6年）に多比良村内に創立された「轟木小学校」・「向北小学校」・「金山小学校」を前身とする。2013年（平成25年）に創立140周年を迎えた。
学校教育目標
「知・徳・体の調和の中で自律的にたくましく生きようとする子どもの育成」
校章
桐紋を背景にして、「小」の文字を置いている。
校歌
1941年（昭和16年）に制定。作詞は中村星湖、作曲は権藤円立による。歌詞は3番まであり、各番に校名の「多比良小学校」が登場する。
校区
雲仙市国見地区（旧・国見町）の「金山、高下第一～第三、馬場第一・第二、轟木、港町、船津東、船津中央、船津西」。中学校区は雲仙市立国見中学校。

## 沿革
- 1873年（明治6年）6月 - 高来郡多比良村に以下の小学校3校が創立される。それぞれ民家を買収して授業を開始。
  - 轟木（とどろき）名[2]に「轟木小学校」、高下名[2]に「向北小学校」、金山名[2]に「金山小学校」が開校。
- 1874年（明治7年）
  - 6月1日 - 「第五大学区 第三中学区[3] 多比良小学校」として長崎県に設置認可される[4]。
  - 12月2日 - 馬場名に「第五大学区 第三中学区 馬場小学校」が開校[4]（間もなく廃止）。
- 1877年（明治10年）6月4日 - 学区改定により、「第五大学区 第二中学区[5]多比良小学校」に改称。
- 1878年（明治11年）
  - 4月 - 郡制の施行により南高来郡の管轄となる。
  - 12月24日 - 学区が改正され、「南高来郡島原部[6]多比良小学校」となる。
- 1880年（明治13年）- 教育令の施行により、「多比良部 公立多比良小学校」に改称。
- 1882年（明治15年）- 教育令の改正により、中等科を設置の上「多比良部 公立中等多比良小学校」に改称。
- 1885年（明治18年）4月 - 馬場名[2]に校舎を新築し本校とし、他の小学校を統合の上分校とする。
- 1886年（明治19年）9月 - 小学校令の施行により、「尋常多比良小学校」に改称（修業年限4年）。
  - 金山分校と轟木分校が分離し、それぞれ簡易金山小学校・簡易轟木小学校として独立。
- 1889年（明治22年）4月1日 - 町村制の施行により、多比良村立の小学校となる。初代校長に金子鉄太郎が就任。
- 1892年（明治25年）4月1日 - 小学校令の改正により、「多比良尋常小学校」に改称。
  - 簡易轟木小学校を統合。簡易金山小学校を統合し、金山分教場とする。
- 1908年（明治41年）4月1日 - 小学校令の改正により、義務教育年限（尋常科の修業年限）が4年から6年に延長されたため、尋常科5年を新設。
- 1909年（明治42年）
  - 4月1日 - 尋常科6年を新設。高等科を併置し「多比良尋常高等小学校」に改称（尋常科6年・高等科2年）。
  - 7月 - 義務教育年限（尋常科修業年限）の延長と高等科の併置により児童数が増加したため、2階建て校舎を増築。
- 1916年（大正5年）5月 - 多比良実業補習学校（修業年限2年）が併設される。尋常科修了後に高等科へ進学しない児童を対象とする。
- 1935年（昭和10年）- 青年学校令の施行により、併設の多比良実業補習学校が「多比良青年学校」となる。
- 1937年（昭和12年）2月11日 - 多比良町の発足により、多比良町立の小学校となる。
- 1941年（昭和16年）
  - 4月1日 - 国民学校令の施行により、「多比良町国民学校」に改称。尋常科を初等科に改める（初等科6年・高等科2年）。
  - 9月 - 校歌を制定。
- 1947年（昭和22年）4月1日 - 学制改革（六・三制の実施）が行われる。
  - 多比良町国民学校の初等科が改組され「多比良町立多比良小学校」となる。金山分教場を金山分校とする。
  - 多比良町国民学校の高等科および青年学校の普通科が改組され、新制中学校「多比良町立多比良中学校[7]」が発足（修業年限は3年で、義務教育となる）。
    - 校舎完成までの間、中学校は小学校校舎に併設される。
- 1948年（昭和23年）1月 - 父兄と教師の会が発足。
- 1949年（昭和24年）4月 - 中学校[7]が星原に移転を完了し、併設を解消する。
- 1954年（昭和29年）4月 - 希望補食給食（B型[8]）を導入。金山分校の校舎を新築。
- 1955年（昭和30年）4月 - 給食をB型[8]からA型[8]に変更。
- 1956年（昭和31年）
  - 4月 - 完全給食を開始。
  - 9月1日 - 多比良町と土黒村が合併し、国見町が発足。これにより「国見町立多比良小学校」に改称。
- 1958年（昭和33年）- 校旗が贈呈される。
- 1968年（昭和43年）3月31日 - 金山分校を廃止[9]。
  - 金山地区の児童は多以良小学校本校に、魚洗川・百花台・小ヶ倉地区の児童は校区改定により八斗木小学校に通学することになる。
- 1971年（昭和46年）
  - 3月 - 鉄筋コンクリート造の新校舎（第一期工事）が完成。
  - 5月 - 木造2階建ての校舎を解体。
- 1972年（昭和47年）10月 - 創立100周年記念式典を挙行。記念事業とにして中庭の整備、放送設備の充実を図る。
- 1974年（昭和49年）3月 - 小学校跡地に記念碑を建立。
- 1977年（昭和52年）
  - 4月 - 新校舎（第二期工事）が完成。
  - 5月 - 体育館が完成。
  - 8月 - 運動場を整備。
- 1980年（昭和55年）4月1日 - 町簡易水道を引き込み、使用を開始。
- 1981年（昭和56年）3月 - 体育館にピアノを設置。
- 2005年（平成17年）10月11日 - 雲仙市の発足により、「雲仙市立多比良小学校」（現校名）に改称。

## 交通アクセス
最寄りの鉄道駅
- 島原鉄道線「多比良駅」から1.3km（かなり離れている）

最寄りの国道
- 国道389号

## 周辺
- 長崎県立国見高等学校（旧・多比良中学校[7]があった場所）
- たいら保育園
- くにみ幼稚園
- 多比良地区馬場集落センター
- JA島原雲仙多比良支店
- 長國寺
- 多比良温泉神社

## 著名な出身者
- 渡邉千真（サッカー選手、FC東京）